# Vulcano

Segnale di rischio vulcanico secondo la norma internazionale ISO 7010.

Il vulcano è una struttura geologica molto complessa, generata all'interno della crosta terrestre dalla risalita, in seguito ad attività eruttiva, di massa rocciosa fusa, il magma, formatasi al di sotto o all'interno della crosta terrestre.
È formato da una struttura non visibile, interna alla crosta, e che comprende la camera magmatica e i condotti magmatici, e una struttura visibile esterna formata dal rilievo vulcanico, generalmente più o meno conico, formato dall'accumulo dei materiali liquidi, solidi o gassosi che sono stati emessi dal cratere vulcanico o dai crateri durante le varie fasi eruttive del vulcano stesso. Più in generale sono considerati vulcani tutte le discontinuità nella crosta terrestre attraverso le quali, con manifestazioni varie, si fanno strada i prodotti dell'attività magmatica endogena: polveri, gas, vapori e materiali fusi solidi.
La fuoriuscita di materiale è detta eruzione e i materiali eruttati sono lava, cenere, lapilli, gas, scorie varie e vapore acqueo. Le masse di rocce che formano un vulcano vengono chiamate rocce ignee, poiché derivano dal raffreddamento di un magma risalito dall'interno della Terra. La forma e l'altezza di un vulcano dipendono da vari fattori tra cui l'età del vulcano, il tipo di attività eruttiva, il tipo di magma emesso e le caratteristiche della struttura vulcanica sottostante al rilievo vulcanico. Sulla superficie terrestre il 91% dei vulcani è sottomarino (in gran parte situati lungo le dorsali medio oceaniche), mentre circa 1500 sono quelli oggi attivi sulle terre emerse.
Il magma con alto contenuto di silice (superiore al 65%) è detto acido mentre quello con silice al 52% è detto basico. I vulcani possono eruttare in modo tranquillo (effusivi), o in modo esplosivo. I fattori che influiscono sulle caratteristiche di un vulcano sono la viscosità del magma e il suo contenuto di silice, dal quale dipende la composizione del magma.

## Struttura

Schema strutturale di un vulcano

Nell'astenosfera e nella crosta terrestre, in seguito ai processi tettonici, si creano grosse masse magmatiche a causa delle forze tettoniche, degli attriti e dei conseguenti livelli di pressione e temperatura. Tali fattori rappresentano poi anche le cause stesse della risalita e fuoriuscita di magma sulla superficie terrestre dando vita alle eruzioni e ai vulcani stessi.
Ciò che è comunemente chiamato vulcano, nella terminologia tecnica è definito edificio vulcanico o cono vulcanico, ma siccome il termine più usato è vulcano, l'edificio vulcanico molto spesso è chiamato così anche in geologia. I vulcani testimoniano l'esistenza, nelle zone profonde della litosfera, di masse fuse silicatiche naturali dette magmi.
Un generico vulcano è formato da:
- una camera magmatica, ovvero il serbatoio sotterraneo nel quale è presente il magma che alimenta il vulcano.
- un camino o condotto vulcanico principale, luogo di transito del magma dalla camera magmatica verso la superficie.
- un cratere o bocca sommitale, dove sgorga il condotto principale.
- uno o più condotti secondari, i quali, sgorgando dai fianchi del vulcano o dalla stessa base, danno vita a dei coni e crateri secondari.
- delle fessure laterali, fratture longitudinali sul fianco del vulcano, provocate dalla pressione del magma. Esse permettono la fuoriuscita di lava sotto forma di eruzione fessurale.

Il camino non è necessariamente situato geograficamente sulla perpendicolare della faglia da cui affluisce il magma, dato che il condotto può essere anche a percorso trasversale (anzi, solitamente lo è, eccetto che nei punti caldi); un vulcano può essere il camino di una faglia situata a parecchi chilometri di distanza. È il caso del Vesuvio, la cui faglia passa circa 40 km più ad est.

### Cono vulcanico

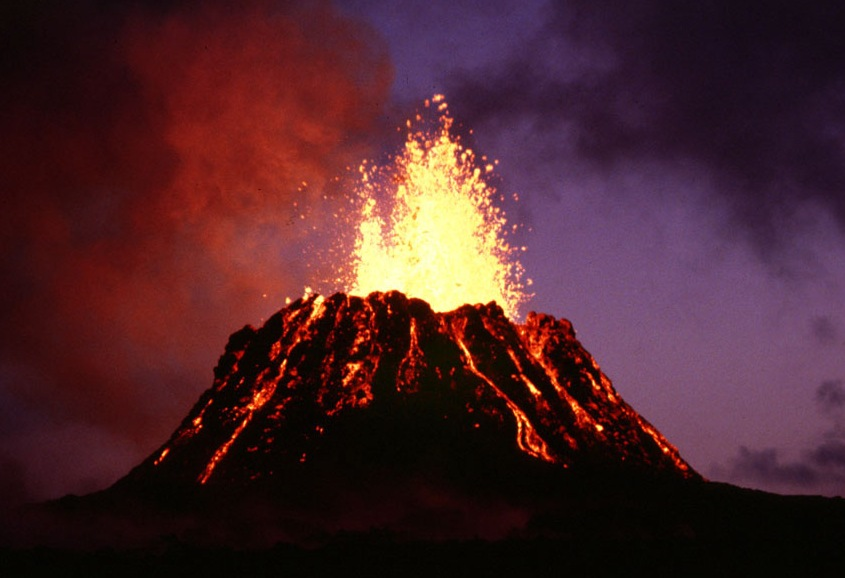
Il Puʻu ʻŌʻō, cratere del vulcano Kīlauea, sull'isola di Hawaiʻi

Viene definito cono vulcanico la parte in superficie del vulcano formata dall'edificio che prende la forma di un cono più o meno integro sulla cui sommità si apre un cratere principale. Il cono vulcanico può naturalmente variare nella forma dipendentemente dalla composizione del magma solidificato che lo costituisce e dalla quantità di materiale fuoriuscito dal serbatoio magmatico sottostante.
I vulcani delle isole Hawaii, come il Mauna Kea e il Mauna Loa, hanno coni vulcanici molto grandi ma i loro pendii sono relativamente poco ripidi, questo grazie al loro magma prevalentemente basico molto fluido che viene eruttato in grandi quantità. Al contrario, vulcani come il Vesuvio hanno coni con pendici ripide ed edificio di gran lunga inferiore per massa rispetto ai fratelli maggiori prima citati. Questi vulcani hanno un magma viscoso e questo impedisce lunghe colate e dà origine a forti esplosioni a causa del tappo solido che si forma dopo eruzioni precedenti nella parte terminale del camino magmatico. Alcuni coni vulcanici presenti sul pianeta hanno geometria perfetta come il Cotopaxi in Ecuador.

### Disposizione dei vulcani
La disposizione dei vulcani risulta localizzata in massima parte lungo i margini tra le placche tettoniche (es. cintura di fuoco) e in particolare lungo le fosse abissali (zone di subduzione) dove lo sprofondamento della crosta oceanica sotto altre porzioni di crosta porta alla fusione di parte della zona rocciosa di contatto per attrito, oppure lungo le dorsali oceaniche dove il magma del mantello terrestre risale in superficie attraverso le fratture della crosta oceanica, punti nei quali il cui magma solidificato viene ad ogni eruzione a "saldare" le placche stesse; i terremoti lungo le dorsali sono dunque la rottura repentina di queste saldature al raggiungimento di un certo livello di stress meccanico. Questo è anche il motivo per cui le eruzioni sono spesso precedute da terremoti. In queste zone dunque il vulcanismo è spesso associato anche ai fenomeni sismici per la concomitanza delle forze tettoniche in gioco. L'Italia è l'unico stato nell'Europa continentale ad avere vulcani attivi sul suo territorio.

## Studio dei vulcani

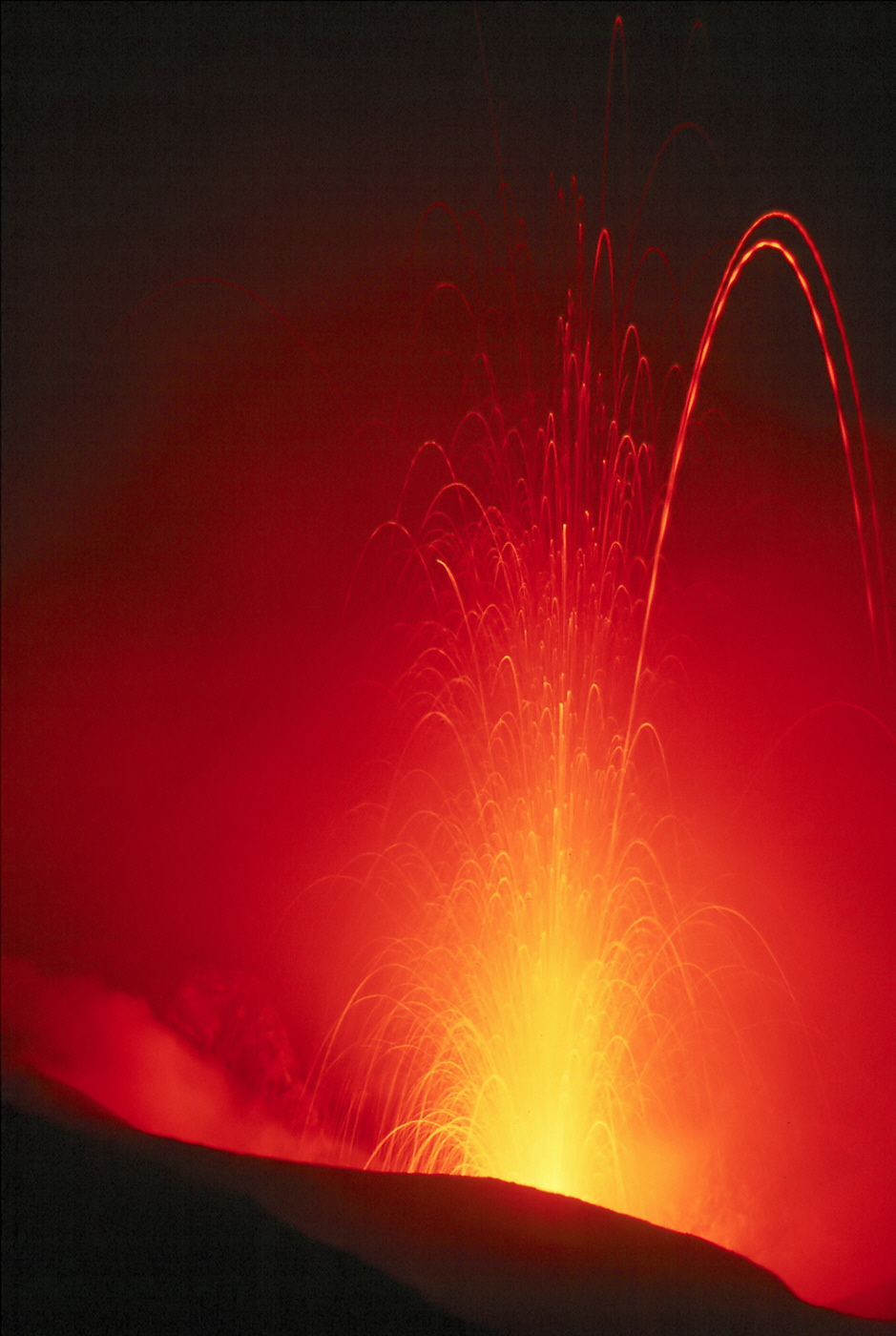
L'eruzione dello Stromboli nel 1980

Per la loro grandiosità di manifestazione i vulcani erano oggetto di ammirazione, timore, curiosità e studio fin dall'antichità con diverse interpretazioni nate per spiegarne l'origine. Platone ammetteva l'esistenza di un fiume sotterraneo di fuoco, il Piroflegetonte, che nel vulcano trovava uno sfogo. Seneca indicava, quale causa di eruzioni e terremoti, la penetrazione dell'acqua nel sottosuolo: quando l'acqua raggiungeva la materia incandescente liberava vapore a forte pressione. Nel 79 d.C., Plinio il Giovane descrive l'eruzione del Vesuvio che seppellì Pompei, Ercolano e Stabia in cui perse la vita lo zio Plinio il Vecchio. Ma la vera scienza che studia i vulcani, la vulcanologia, nasce solo nel XVII secolo, quando i naturalisti si interessarono alle eruzioni del Vesuvio (1631) e dell'Etna (1669).
Tale scienza ottiene progressi decisivi con gli studi di Lazzaro Spallanzani, e quindi nel XIX secolo, con l'aiuto della petrografia. L'origine dei vulcani viene spiegata con varie teorie, di cui due importanti e opposte fra loro:
- la teoria dei crateri di sollevamento di Christian Leopold von Buch;
- la teoria dell'accumulazione esterna di Scrope e Spallanzani.

Nella teoria di von Buch, i vulcani sarebbero originati dal magma che solleverebbe gli strati esterni della terra formando dei coni, che poi si romperebbero in alto formando i crateri. Nella seconda, i vulcani sarebbero dovuti ad accumulo di materiale solido emessi o proiettati dal condotto vulcanico.
Il calore che viene prodotto all'interno esercita una pressione uniforme su tutta la crosta, e dove è più sottile cederebbe, facendo fuoriuscire il magma, causando la nascita dei vulcani. Senza trascurare poi il peso che esercita la zolla galleggiante sul magma per forza di gravità, secondo il principio di Archimede.

## Classificazione dei vulcani

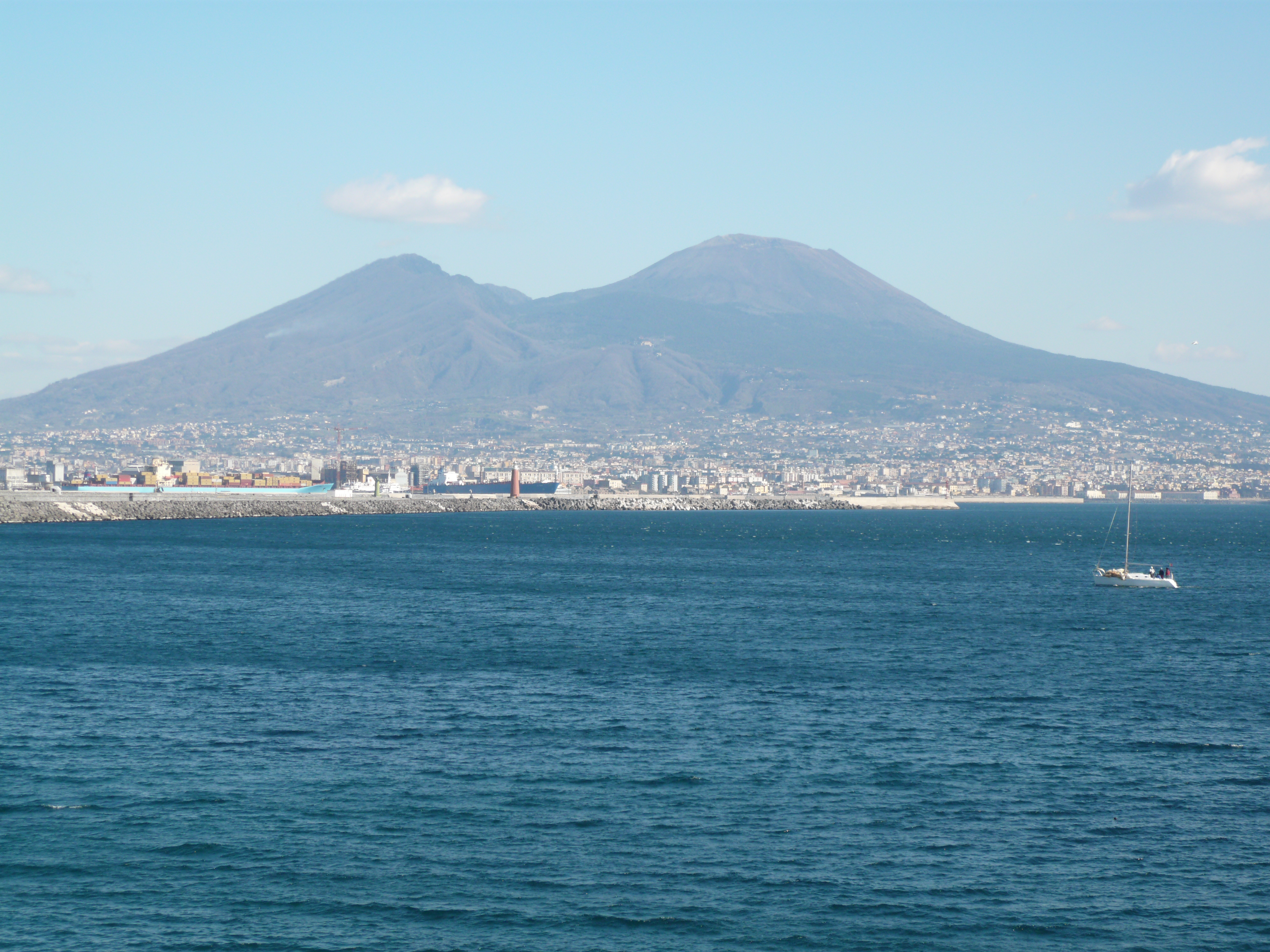
Il Vesuvio, a pochi chilometri da Napoli

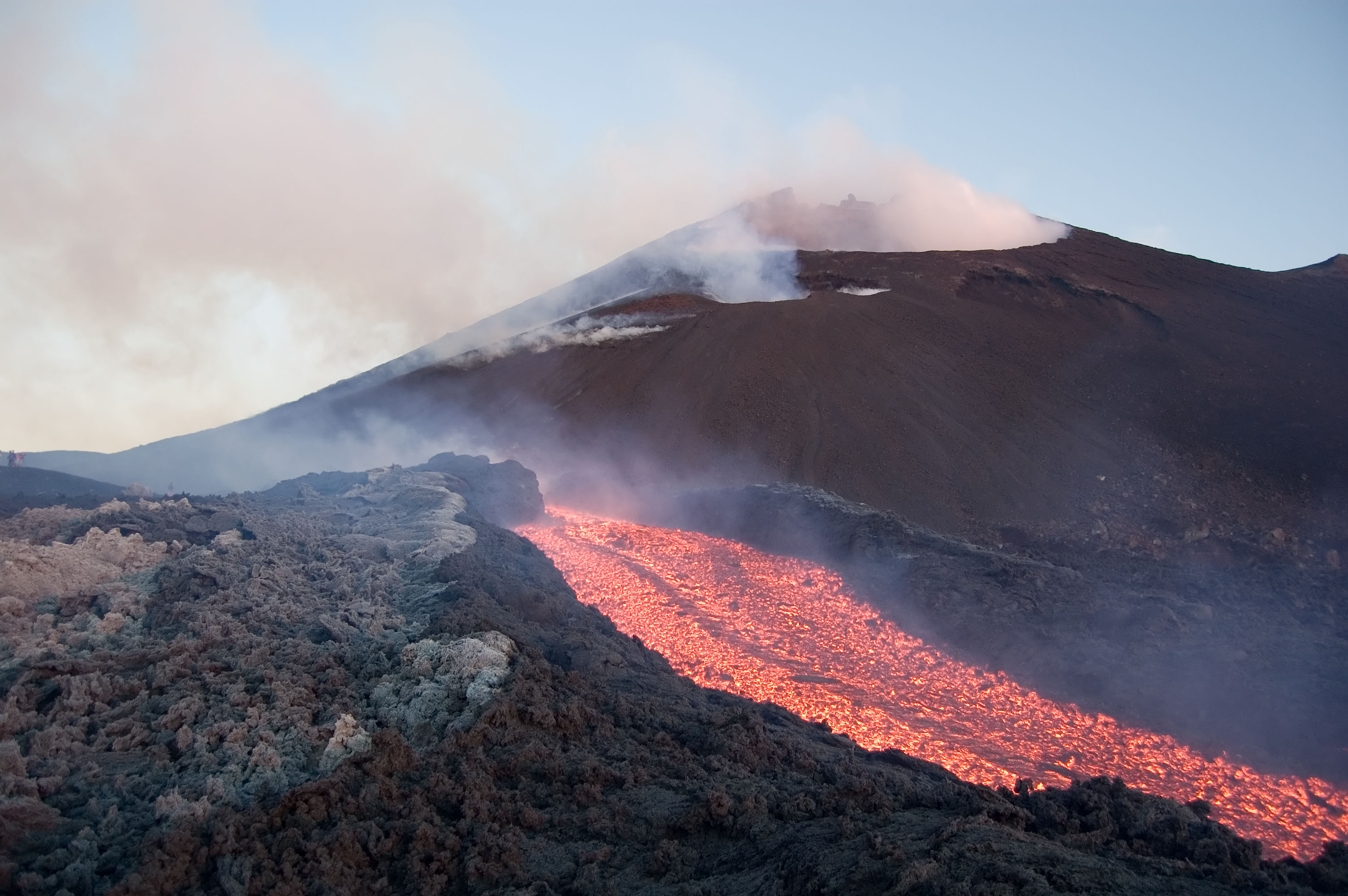
Etna, cratere di sud-est (eruzione del 2006)

I vulcani possono essere classificati in base al tipo di apparato vulcanico esterno o al tipo di attività eruttiva: entrambe le caratteristiche sono strettamente legate alla composizione del magma e della camera magmatica (e quindi della lava che emettono). Tale classificazione è detta Classificazione Lacroix dal geologo francese Alfred Lacroix che per primo la ideò.

### In base al tipo di apparato vulcanico
Considerando il tipo di apparato vulcanico si hanno 4 tipi di vulcani: vulcani a scudo, vulcani a cono (o stratovulcani), vulcani fissurali (o lineari) e vulcani sottomarini.

#### Vulcani a scudo
Un vulcano a scudo presenta fianchi con pendenza moderata, ed è costruito dall'eruzione di lava basaltica fluida. La lava basaltica tende a costruire enormi coni a bassa pendenza, in quanto la sua scarsa viscosità le consente di scorrere agevolmente sul terreno o sotto di esso, nei tubi di lava, fino ad arrivare a molti chilometri di distanza senza consistente raffreddamento. I maggiori vulcani del pianeta sono vulcani a scudo. Il nome viene dalla geometria degli stessi, che li fa assomigliare a scudi appoggiati al terreno.
Il più grande vulcano a scudo attivo è il Mauna Loa, nelle Hawaii; si eleva per 4169 m s.l.m., ma la sua base è situata circa 5000 metri sotto il livello del mare, pertanto la sua altezza effettiva è di oltre 9000 metri. Il suo diametro alla base è di circa 250 km, per una superficie complessiva di circa 5000 chilometri quadrati.
Nel Sistema solare, il più grande vulcano di questo genere è l'Olympus Mons.

#### Vulcani a cono o stratovulcani
Troviamo un vulcano a cono quando le lave sono acide. In questi casi il magma è molto viscoso e trova difficoltà nel risalire, solidificando velocemente una volta fuori. Alle emissioni laviche si alternano emissioni di piroclastiti, materiale solido che viene espulso e che, alternandosi con le colate, forma gli strati dell'edificio. Eruzioni di questo tipo possono essere molto violente (come quella del Vesuvio che seppellì Pompei ed Ercolano), poiché il magma tende ad ostruire il camino vulcanico creando un “tappo”; solo quando le pressioni interne sono sufficienti a superare l'ostruzione, l'eruzione riprende (eruzione di tipo vulcaniano), ma nei casi estremi ci può essere un'esplosione che può arrivare a distruggere in parte (eruzione di tipo peleano) o completamente l'edificio vulcanico (eruzione di tipo pliniano o ultra-pliniano). Il vulcanismo di questo tipo è presente lungo il margine continentale delle fosse o dei sistemi arco-fossa, dove il magma proviene dalla crosta e in cui le rocce sono di composizione più esogena.

#### Vulcani fissurali o lineari
I vulcani lineari sono il tipo di vulcano che si forma lungo i margini divergenti, punti in cui due placche tettoniche allontanandosi l'una dall'altra hanno creato delle fratture nella crosta terrestre. L'accumulo di materiale eruttato lungo queste fessure crea il vulcano.
Data la loro natura, questi vulcani sono localizzati principalmente lungo le dorsali oceaniche e quindi le loro eruzioni, seppur frequenti, passano inosservate vista la profondità marina a cui si trovano.
Ci sono però delle eccezioni, infatti alcuni di questi vulcani situati in superficie si possono osservare in Islanda e presso la Rift Valley africana e ciò è possibile perché questi due territori si trovano a cavallo fra diverse placche tettoniche divergenti.

#### Vulcani sottomarini
Il quarto tipo di vulcano è il vulcano sottomarino, spesso una singola spaccatura della crosta oceanica da cui fuoriescono magma e gas. Questi sono i vulcani più diffusi del pianeta e, causando movimenti nella crosta terrestre, hanno dato vita nel corso della storia geologica della Terra alle dorsali oceaniche. 
Inoltre essi sono i creatori delle isole e arcipelaghi vulcanici. Vulcani di questo tipo, oltre che semplici spaccature della crosta, possono essere sia vulcani a scudo sia vulcani a cono e possono eruttare in modo effusivo o esplosivo.

### In base al tipo di attività eruttiva

Tipo di eruzione in relazione ai tipi di edificio vulcanico.

A grandi linee si possono distinguere vulcani rossi (caratterizzati da emissioni effusive in cui l'accumulo delle colate laviche dona all'edificio vulcanico un aspetto "marrone-rossastro") e vulcani grigi (vulcani con eruzioni di carattere esplosivo in cui l'accumulo di ceneri dona all'edificio vulcanico un aspetto grigio-nero).
I tipi di eruzione esistente sono sette e sono stati classificati come segue:
1. hawaiano
2. islandese
3. stromboliano
4. vulcaniano
5. vesuviano
6. pliniano (o peleano)
7. grandi caldere

#### Tipo hawaiano
Le eruzioni non sono riconducibili alla tettonica, cioè non sono dovute a movimenti della placca quanto piuttosto a dei fenomeni che vedono il magma risalire dai pennacchi caldi fino ai punti caldi; la sommità del vulcano è occupata da una grande depressione chiamata caldera, limitata da ripide pareti a causa del collasso del fondo. Altri collassi avvengono all'interno della caldera, creando una struttura a pozzo. La lava è molto basica e perciò molto fluida; essa produce edifici vulcanici dalla tipica forma a "scudo", con debolissime pendenze dei rilievi. Rappresentano quindi degli "sfogatoi" della pressione che la placca esercita per gravità sul magma, interni alla placca, e non dei punti di saldatura tra placche diverse (come sono invece i vulcani esplosivi); si immagini come banale esempio il budino mentre si solidifica: se poniamo un peso sopra la pellicola solida, la parte sottostante ancora liquida tenderà sia a fuoriuscire sopra quella già solida dai margini del contenitore (vulcani eruttivi) sia a rompere (dopo averla innalzata) in un punto più debole e sottile la crosta al centro.

#### Tipo islandese
Sono chiamati anche vulcani fissurali poiché le eruzioni avvengono attraverso lunghe fenditure e non da un cratere circolare. Le colate, alimentate da magmi basici e ultrabasici, tendono a formare degli altopiani basaltici (plateaux basaltici). Al termine di un'eruzione fissurale (o lineare), la fessura eruttiva può sparire perché ricoperta dalla lava fuoriuscita e solidificata, fino a che non riappare alla successiva eruzione. Gli esempi più caratteristici si trovano in Islanda, da cui la particolare denominazione del tipo; un ottimo esempio di eruzione di vulcano islandese è quella del Laki del 1783, una delle più famose eruzioni vulcaniche della storia europea.

#### Tipo stromboliano
Magmi basaltici molto viscosi danno luogo a un'attività duratura caratterizzata dalla emissione a intervalli regolari di fontane e brandelli di lava, che raggiungono centinaia di metri d'altezza, e dal lancio di lapilli e bombe vulcaniche. La ricaduta di questi prodotti crea coni di scorie dai fianchi abbastanza ripidi. Stromboli, l'isola-vulcano dalla quale prende il nome questo tipo di attività effusiva, è in attività da due millenni, tanto da essere nota, sin dai tempi delle prime civiltà, come il "faro del Mediterraneo".

#### Tipo vulcaniano

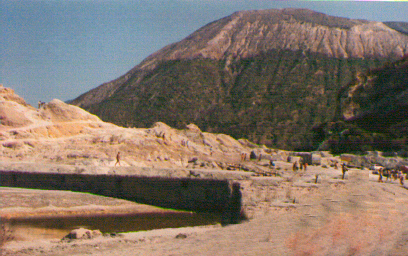
Vulcano (Isole Eolie)

Dal nome dell'isola di Vulcano nell'arcipelago delle Eolie. Sono eruzioni esplosive nel corso delle quali vengono emesse bombe di lava e nuvole di gas cariche di ceneri. Le esplosioni possono produrre fratture, la rottura del cratere e l'apertura di bocche laterali. Il termine "vulcaniana" fu attribuito a questo tipo di eruzioni dal vulcanologo Orazio Silvestri.

#### Tipo vesuviano (o sub-peleano)

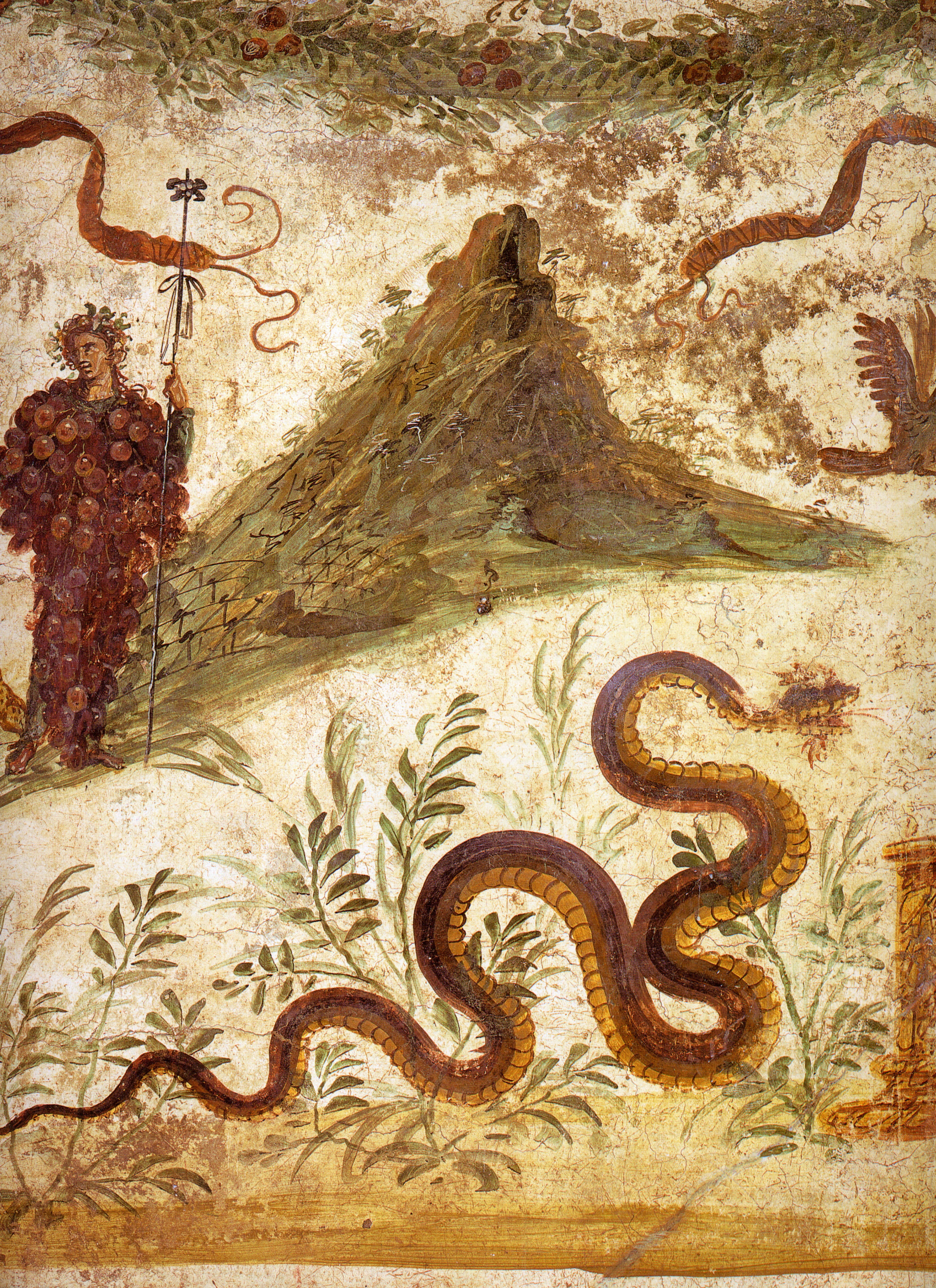
Museo Archeologico Nazionale di Napoli (inv. nr. 112286). Da Pompeii, Casa del Centenario (IX, 8, 3-6) - Affresco del larario della casa, con Bacco in forma di grappolo d'uva, che versa del vino al suo animale preferito, la pantera; in alto un festone con bende e uccelli; in basso il serpente agatodemone genius loci, indirizzato verso un altare cilindrico; il monte visibile è presumibilmente il Vesuvio per come appariva prima dell'eruzione del 79 d.C., caratterizzato da una sola cima, e fittamente ricoperto di vegetazione, fra cui si riconoscono filari di vitigni ai suoi piedi.

Dal nome del vulcano Vesuvio, è simile al tipo vulcaniano ma con la differenza che l'esplosione iniziale è tremendamente violenta tanto da svuotare gran parte della camera magmatica: il magma allora risale dalle zone profonde ad alte velocità fino ad uscire dal cratere e dissolversi in minuscole goccioline. Quando questo tipo di eruzione raggiunge il suo aspetto più violento viene chiamata eruzione pliniana (in onore di Plinio il Giovane che per primo ne descrisse lo svolgimento, nel 79 d.C.).

#### Tipo pliniano o peleano
Le eruzioni sono prodotte da magma molto viscoso. Si formano frequentemente nubi ardenti, formate da gas e lava polverizzata. Sono eruzioni molto pericolose che si concludono generalmente con il collasso parziale o totale dell'edificio vulcanico o con la fuoriuscita di un tappo di lava detto spina vulcanica o duomo. In alcuni casi si verificano entrambi i fenomeni. Gli apparati vulcanici che manifestano questo comportamento eruttivo sono caratterizzati dalla forma a cono. Queste eruzioni prendono il nome da Plinio il Giovane che per primo descrisse questo tipo di eruzione osservando l'eruzione del Vesuvio del 79 d.C. in cui morì lo zio Plinio il Vecchio, che sommerse di ceneri Pompei ed Ercolano. Una variante dell'eruzione pliniana è la peleana: se durante un'eruzione pliniana il corpo principale della nube ardente esce dal cratere sommitale e va verso l'alto, durante un'eruzione peleana (che prende il nome dal vulcano La Pelée della Martinica), il vulcano erutta non centralmente dal cratere ma lateralmente smembrando parte dell'edificio vulcanico. Tale eruzione ha effetti devastanti concentrati nella direzione di eruzione della nube ardente principale che può arrivare fino ad oltre 20 km dall'edificio vulcanico (come accaduto nel 1980 nell'eruzione del monte Saint Helens).
Altre varianti dell'eruzione pliniana sono le eruzioni ultrapliniane (o krakatoane): questo tipo di eruzioni si caratterizzano sia per avere un indice di esplosività ancora maggiore, che può arrivare a distruggere completamente l'edificio vulcanico (ne sono un esempio il Krakatoa o il Santorini), sia soprattutto per le enormi quantità di ceneri vulcaniche che vengono emesse. Le esplosioni di questo tipo, in base alla grande quantità di cenere che rimane in sospensione in atmosfera, hanno ripercussioni più o meno grandi sul clima mondiale negli anni successivi all'eruzione.

#### Grandi caldere ("supervulcani")
La categoria dei supervulcani, pur non rientrando ufficialmente nella terminologia scientifica, merita un discorso a parte. Si tratta di 7-8 grandi caldere individuate sulla superficie terrestre: tali strutture si caratterizzano per non avere un edificio vulcanico ben definito, bensì una depressione di collasso di origine vulcanica, che ricopre un'area molto vasta, oltre i 10–15 km quadrati. All'interno della caldera è possibile notare lo sviluppo di vari crateri più o meno definiti. Non è mai stata osservata un'eruzione di questo tipo di caldere (che hanno periodi di quiescenza tra un'eruzione e l'altra fino a centinaia di migliaia di anni) e oggi tali aree sono soggette solo a un vulcanismo di tipo secondario (geyser, fumarole, sorgenti termali, ...). Gli esempi più noti di questo tipo di apparati sono il parco delle Yellowstone, i campi Flegrei, il monte Aso, i Colli Albani, il lago Toba.

## Attività dei vulcani

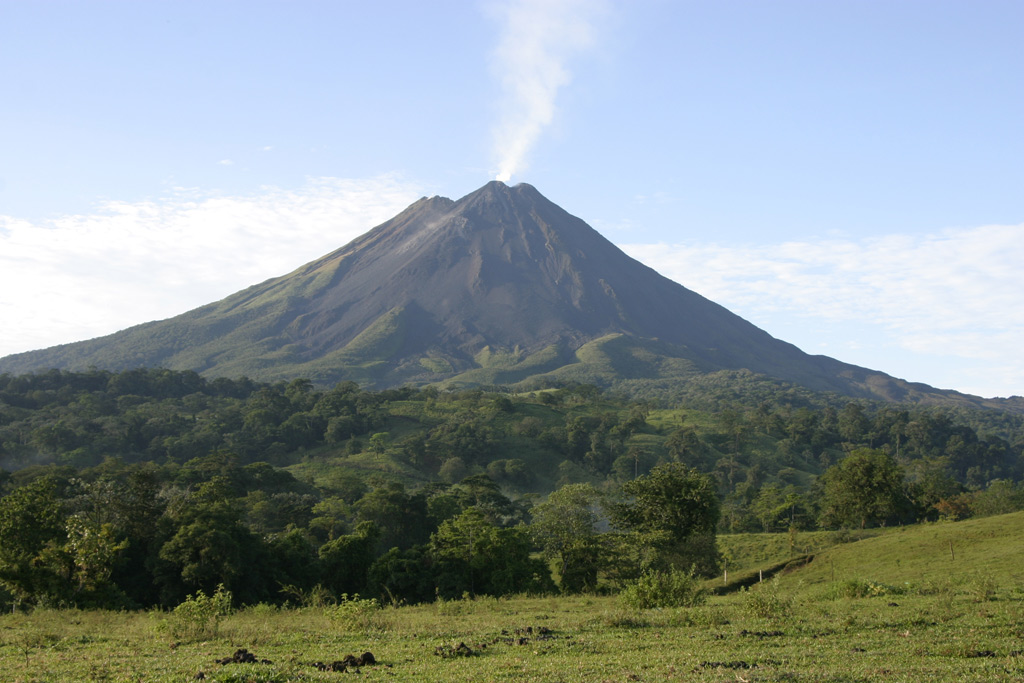
Vulcano Arenal in Costa Rica (2004)

Il magma risale attraverso il mantello o la crosta terrestre perché meno denso delle rocce circostanti (risalita per spinta di galleggiamento). Durante la risalita, per effetto della diminuzione della pressione, i gas sciolti nel fuso si dissolvono determinando un'ulteriore diminuzione della densità. Nella crosta terrestre il magma può accumularsi, raffreddarsi e solidificarsi, oppure risalire fino alla superficie della terra dando così luogo ad una eruzione.
Le eruzioni possono essere di diverso tipo: possono dar luogo a fenomeni esplosivi, dove ceneri e lapilli vengono proiettati fino a decine di km al di sopra del cratere e si depositano fino a centinaia di chilometri di distanza dal centro eruttivo, o effusivi, se il magma fuoriesce formando una colata lavica che si propaga per distanze minori (decine di metri fino ad alcuni km dal centro eruttivo). Una delle caratteristiche che influenzano il tipo di eruzione è la viscosità del magma, che dipende dal contenuto di silicio, che legandosi con l'ossigeno forma molecole che tendono continuamente a legarsi tra loro e a formare catene indistruttibili. Se il magma ha più del 60% di silice [SiO2] è considerato viscoso e darà luogo con maggiore probabilità a un'eruzione esplosiva, se invece il magma ha meno del 50% di silice verrà probabilmente eruttato con dinamica effusiva ed emesso sotto forma di colate laviche. Detto ciò si possono elencare ben 3 tipi di eruzione vulcanica:
1. Eruzioni effusive, ovvero colate di lava che scorrono lentamente lungo le pendici della montagna seguendo canaloni e vallate. In questo tipo di eruzioni, il magma contiene pochi gas ed è poco viscoso.
2. Eruzioni esplosive, si verificano quando la lava è viscosa e i gas accumulati fanno esplodere il "tappo" di lava che chiude il cratere. I frammenti di magma, chiamati piroclasti, sono sparati verso l'alto.
3. Eruzioni miste, in cui l'attività effusiva si alterna a quella esplosiva. Il cono vulcanico ha una pendenza più accentuata rispetto al vulcano effusivo e i materiali che lo formano alternano colate di lava a strati piroclastici

### Il magma
Il magma è una miscela costituita da roccia fusa, semi fusa e gas, in quantità variabile, ossidi di silicio, alluminio, ferro, calcio, magnesio, potassio, sodio e titanio; minerali, e da gas disciolti, soprattutto acqua, ma anche anidride carbonica, acido fluoridrico, acido cloridrico, idrogeno solforato, che sono molto pericolosi.
La sua temperatura è molto elevata, compresa tra gli 800 e i 1200 °C.
Quando il magma ha perso la maggior parte del suo contenuto originario in gas, non potendo più eruttare in modo esplosivo, viene detto lava.

### Caldere, vulcani attivi, quiescenti ed estinti
Caldere: gli edifici dei vulcani in fase di attività possono essere sventrati da esplosioni particolarmente violente e sprofondare nella camera magmatica sottostante a causa del crollo della volta. La depressione conseguente al crollo dell'edificio vulcanico è chiamata caldera. Un esempio di caldera sono i Campi Flegrei, in Campania, o la caldera di Santorino nel mar Egeo. Se l'azione riprende con la ricostruzione dell'edificio vulcanico all'interno della caldera, l'intera struttura viene detta "vulcano a recinto". La caldera più grande conosciuta si trova sul pianeta Marte e fa parte del Monte Olimpo.
Vulcani attivi: si definiscono attivi quei vulcani che hanno prodotto eruzioni negli ultimi anni, che eruttano frequentemente e che, per le condizioni di attività a condotto aperto, presentano pericolosità ridotta nel breve termine.
Vulcani quiescenti: sono definiti quiescenti, o in quiete, quei vulcani che abbiano eruttato negli ultimi diecimila anni ma che si trovino attualmente in una fase di riposo. Una definizione più rigorosa considera quiescenti i vulcani il cui tempo di riposo attuale sia inferiore al più lungo periodo di riposo osservato in precedenza. Alcuni vulcani quiescenti presentano fenomeni di vulcanismo secondario come degassamento dal suolo e fumarole.
Vulcani spenti: si definiscono estinti o spenti quei vulcani la cui ultima eruzione certa e documentabile risalga ad oltre diecimila anni fa.

### Il vulcanismo secondario
Il vulcanismo secondario rappresenta una serie di fenomeni che sono la manifestazione secondaria dell'attività di un vulcano o quando il vulcano è dichiarato spento, ma il magma residuo permane comunque in profondità nella camera magmatica raffreddandosi e solidificandosi nel corso di milioni di anni, nel corso dei quali continua ad interagire con il terreno, l'acqua delle falde, i gas in risalita determinando la liberazione di gas o il riscaldamento delle acque del sottosuolo con conseguente ulteriore emissione di gas e vapor d'acqua. Tale massa in raffreddamento è detta plutone e dà origine a popolari fenomeni detti manifestazioni tardive. Esempi di questi fenomeni sono i geyser, le sorgenti termali, le fumarole, le mofete, i soffioni boraciferi, le solfatare, le salse. Un altro fenomeno di vulcanismo secondario è il bradisismo, che consiste nel movimento verticale del terreno veloce dal punto di vista geologico, ma estremamente lento e percepibile a livello strumentale.

### Laghi vulcanici
I laghi vulcanici si originano quando forme vulcaniche negative come crateri di vulcani sia spenti che quiescenti o caldere generate in vario modo dall'attività vulcanica vengono parzialmente o completamente riempite dalle acque meteoriche o sorgive. Per esempio, il lago Crater (Oregon) è un lago ospitato in una caldera formatasi quando la cima del Monte Mazama collassò circa 6600 anni fa. Ne troviamo alcuni anche in Italia, soprattutto nel Lazio e in Campania (lago di Bolsena, lago di Vico, lago di Bracciano, lago Albano, lago di Nemi, lago d'Averno). In Basilicata ci sono i laghi di Monticchio, situati alla falda sud occidentale del monte Vulture, che occupano le bocche crateriche dell'antico vulcano. La presenza di un lago all'interno del cratere di un vulcano non estinto ne aumenta notevolmente il rischio vulcanico associato, inteso come potenziale distruttivo del vulcano. La ripresa della attività vulcanica può innescare infatti sia colate di fango calde (lahars caldi), che scendono ad alta velocità lungo i fianchi del vulcano con effetti catastrofici, che iniziali fenomenologie esplosive di tipo idromagmatico, anche molto intense, per interazione violenta acqua - magma e conseguente brusca frammentazione del magma anche quando questo è povero di componenti volatili primari.

## Effetti dell'attività vulcanica

### Aspetti positivi
Fin dai primi momenti della storia della Terra i vulcani sono stati partecipi di violente eruzioni, e negli ultimi millenni hanno contribuito alla distruzione di numerose civiltà. I vulcani presentano, comunque, un aspetto meno critico: sono essenziali nella creazione della vita di un pianeta.
Molti scienziati tendono a identificare i vulcani come i creatori degli oceani e dell'atmosfera terrestre, tramite l'emissione e successiva condensazione di gas e vapori, emessi nel corso dei millenni.
Anche gli strati di cenere che coprono i terreni intorno ai vulcani hanno un'azione benefica. Le particelle che li compongono, frantumandosi, liberano alcuni fertilizzanti, come il potassio o il fosforo, essenziali per l'agricoltura.

### Vulcani e clima

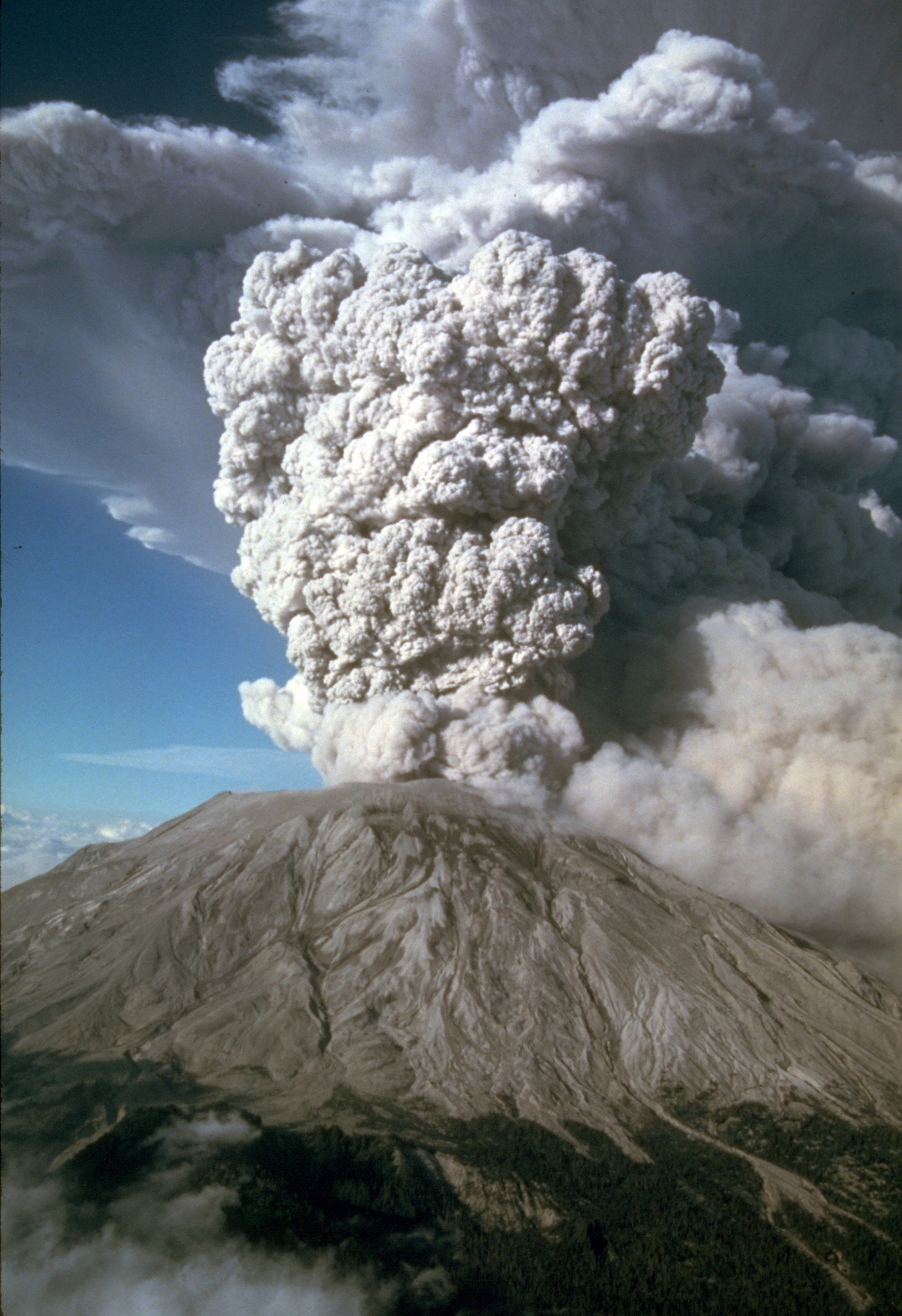
Eruzione vulcanica del Mount St. Helens del 1980

I vulcani hanno creato l'atmosfera terrestre primordiale: senza di essi non esisterebbe né l'atmosfera attuale né gli oceani né montagne né la vita sulla Terra.
Con l'attività dei primi vulcani sono fuoriuscite grandi quantità di lava, gas e vapori che hanno formato l'atmosfera primitiva della Terra. In seguito, quando la temperatura della Terra è diminuita, il vapore acqueo è condensato e attraverso la pioggia ha formato l'intera idrosfera terrestre: si gettarono così le basi per la nascita della vita sulla Terra. Grazie poi all'azione dei vari organismi viventi (batteri, piante e animali) l'atmosfera si è arricchita di vari gas fino ad arrivare a come la troviamo oggi.
Ancora oggi, durante un'eruzione vulcanica, vengono immesse in atmosfera enormi quantità di materiali. La nube vulcanica, oltre che polveri e ceneri, contiene anche vapore acqueo (60% circa) e altri gas come anidride carbonica (10-30% circa) o anidride solforosa, che è senz'altro uno dei più importanti. Polveri e gas vengono iniettati nell'aria e ci rimarranno per un lungo periodo, date le loro dimensioni infinitesimali e la loro leggerezza, viaggiando secondo i sistemi di circolazione principali e finendo alla fine per interessare l'intero pianeta. Gli scienziati riconoscono una stretta correlazione tra grandi eventi eruttivi e variazioni climatiche. Le grandi eruzioni vulcaniche, immettendo ingenti quantità di aerosol nella stratosfera, producono una diminuzione della temperatura media sulla superficie terrestre con effetti sensibili sul clima globale.

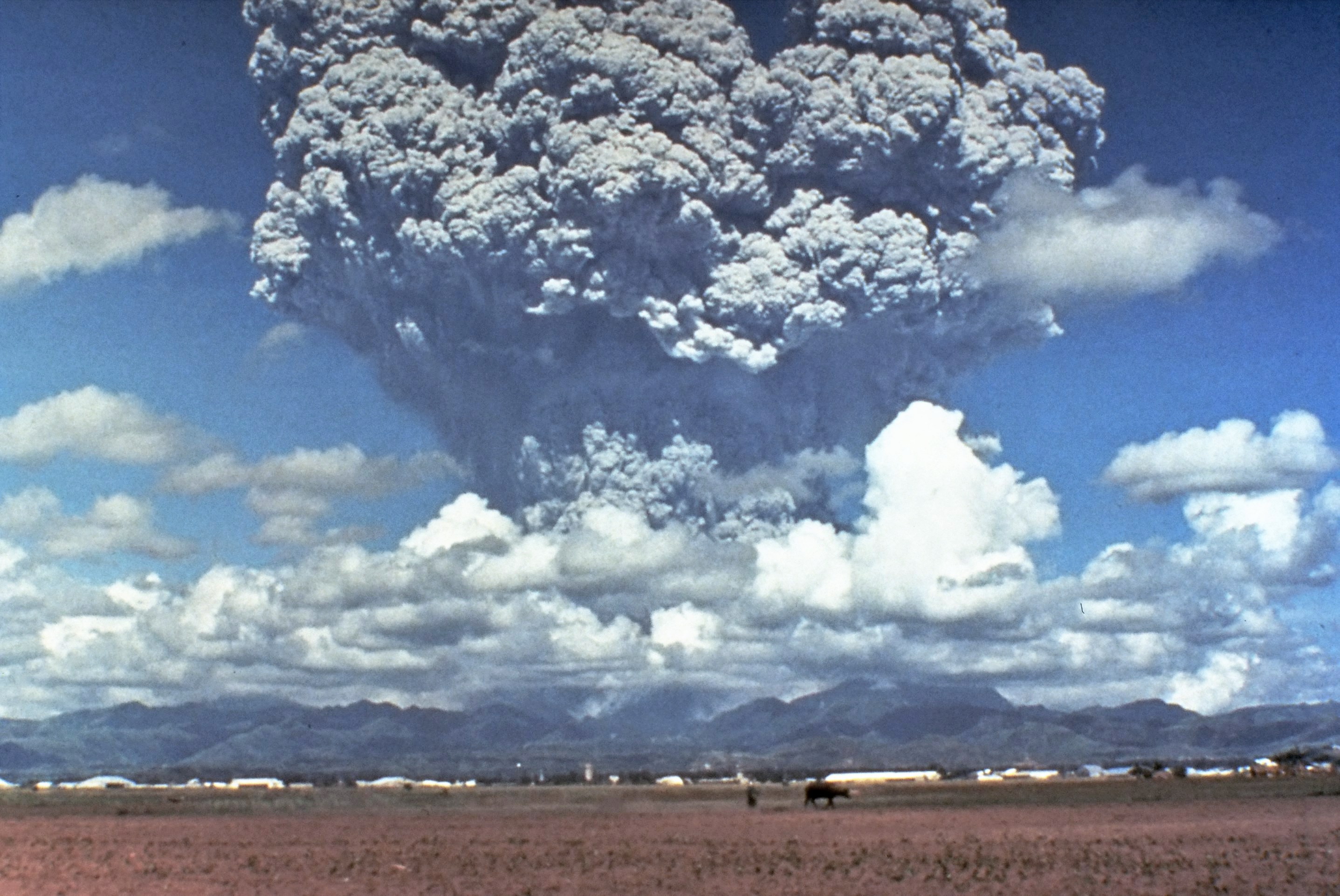
Eruzione del Pinatubo nel 1991

Le ingenti quantità di polveri e gas riflettono infatti una buona fetta delle radiazioni solari in arrivo causando un abbassamento della temperatura media su vaste regioni.
L'eruzione del vulcano Tambora in Indonesia, avvenuta nel 1815, immise nell'atmosfera una quantità di ceneri tale da causare la completa oscurità per tre giorni per un raggio di 500 km intorno al vulcano. La permanenza delle particelle di cenere e gas in sospensione causò l'abbassamento della temperatura media mondiale di più di un grado con forti danni per l'agricoltura, tanto che il 1816 fu conosciuto come l'anno senza estate e come l'anno della grande carestia. Il meccanismo fondamentale messo in atto in seguito a un'eruzione vulcanica consiste nella formazione in stratosfera di acido solforico dai gas emessi dal vulcano. L'acido solforico viene a trovarsi in soluzione acquosa sotto forma di minuscole gocce. L'effetto predominante di questa nube è quello di riflettere la radiazione solare il che, in assenza di altri meccanismi, provocherebbe un raffreddamento della parte bassa dell'atmosfera e quindi della superficie.
Un'altra grande eruzione fu quella del Pinatubo verificatasi il 15 giugno 1991 nelle Filippine. L'attività eruttiva è durata circa 9 ore e ha eiettato in atmosfera circa 7 chilometri cubi di materiale. Si ritiene che quella del Pinatubo sia per importanza seconda solo all'eruzione del 1883 del Krakatoa. La ridotta radiazione solare alla superficie terrestre, a causa degli aerosol prodotti, provocò una diminuzione della temperatura di circa 0,4 °C su gran parte della Terra per gli anni 1992-1993. Questo effetto ha superato di gran lunga il previsto effetto serra di origine antropica. Negli stessi anni si è anche assistito al più basso livello di ozono mai registrato. Vi sono quindi due effetti da considerare, e cioè l'emissione di gas serra come la CO2 da un lato e l'emissione di SO2 dall'altro, che combinandosi con l'acqua tende a formare acido solforoso e quindi a diffondere la radiazione incidente.
Altri sforzi vengono fatti per capire quali siano le emissioni diffuse dei vulcani: un vulcano emette gas (soprattutto vapore acqueo e CO2) non solo quando erutta dai crateri, ma direttamente dai fianchi dell'edificio vulcanico. Tali emissioni avvengono continuamente giorno dopo giorno e in maniera diversa a seconda dell'attività che attraversa un vulcano, e per questo sono difficili da misurare.
Altre importanti relazioni sono state trovate tra eruzioni vulcaniche e il fenomeno noto come buco dell'ozono: le eruzioni vulcaniche emettono, tra le altre cose, diverse particelle che possono interagire con l'ozono stratosferico, tra cui acido cloridrico, aerosol e cloro. Queste sono in grado, quando raggiungono lo strato di ozono, di ridurlo in maniera significativa. Tale correlazione tra vulcani e ozono è stata osservata e misurata dopo alcune grandi eruzioni vulcaniche.
Studi condotti nel 2010 dalla Woods Hole Oceanographic Institution in cooperazione con la NASA hanno evidenziato per la prima volta sotto i ghiacci eterni dell'Artico (grazie all'uso di telecamere robot sottomarine), un'enorme attività vulcanica che ha sorpreso i ricercatori. I risultati, riportati sulla rivista "Nature", hanno evidenziato la presenza di decine di vulcani che, a quattromila metri di profondità, emettono magma e nubi ardenti alla velocità di 500 m/s che si mescolano con l'acqua gelida e formano grandi nuvole sottomarine di particolato vulcanico che poi si depositano in uno spesso tappeto esteso per chilometri.